# Dániel Szabó (Leichtathlet)
Dániel Szabó (* 24. Mai 1997) ist ein ungarischer Leichtathlet, der sich auf den Sprint spezialisiert hat.

## Sportliche Laufbahn
Erste internationale Erfahrungen sammelte Dániel Szabó beim Europäischen Olympischen Jugendfestival (EYOF) 2013 in Utrecht, bei dem er in 100,83 s die Bronzemedaille im 100-Meter-Lauf gewann und mit der ungarischen 4-mal-100-Meter-Staffel mit 44,27 s auf den achten Platz gelangte. 2015 schied er bei den Junioreneuropameisterschaften in Eskilstuna mit 10,66 s im Vorlauf aus und wurde im 200-Meter-Lauf in der ersten Runde disqualifiziert. Auch mit der Staffel wurde er im Vorlauf disqualifiziert. Im Jahr darauf kam er bei den U20-Weltmeisterschaften in Bydgoszcz mit 21,78 s nicht über die Vorrunde über 200 Meter hinaus und 2017 schied er bei den U23-Europameisterschaften ebendort mit 10,68 s und 21,46 s jeweils im Vorlauf über 100 und 200 Meter aus. Im Jahr darauf schied er bei den Europameisterschaften in Berlin mit 10,64 s in der ersten Runde über 100 Meter aus und 2019 kam er bei den Halleneuropameisterschaften in Glasgow mit 6,88 s in der Vorrunde im 60-Meter-Lauf aus. Im Juni gelangte er bei den Europaspielen in Minsk mit 10,56 s auf den 15. Platz über 100 Meter und anschließend schied er bei den U23-Europameisterschaften in Gävle mit 10,96 s und 21,73 s jeweils in der Vorrunde über 100 und 200 Meter aus. 2023 wurde er bei der 2. Liga der Team-Europameisterschaft im Rahmen der Europaspiele in Chorzów in 39,67 s Dritter in der 4-mal-100-Meter-Staffel und verpasste dann im August bei den Weltmeisterschaften in Budapest mit 39,55 s den Finaleinzug.
In den Jahren 2015 und von 2017 bis 2019 wurde Szabó ungarischer Meister im 100-Meter-Lauf sowie 2010 und 2017 in der 4-mal-100-Meter-Staffel. Zudem wurde er 2018 und 2020 Hallenmeister über 60 Meter.

## Persönliche Bestzeiten
- 100 Meter: 10,34 s (+2,0 m/s), 9. Juni 2018 in Miskolc
  - 60 Meter (Halle): 6,73 s, 17. Februar 2018 in Budapest
- 200 Meter: 21,20 s (+1,1 m/s), 16. Juni 2019 in Budapest